# Tammy Wessels
Tamarin "Tammy" Wessels (nascida Breedt em 29 de março de 1986) é uma política sul-africana que é a líder nacional da juventude da Freedom Front Plus (FF Plus). Ela é membro da Assembleia Nacional da África do Sul desde maio de 2019. Anteriormente, ela foi Membro da Legislatura Provincial do Estado Livre. Wessels é casada com um colega da FF Plus, o MP Wouter Wessels.

## Início de vida
Wessels nasceu em 29 de março de 1986 em Joanesburgo, África do Sul e estudou na Universidade do Estado Livre. Ela foi membro do conselho estudantil da universidade e também actuou como presidente do parlamento estudantil.

## Carreira
Wessels logo foi contratada como contacto do FF Plus no Município Metropolitano de Mangaung. Actualmente, ela actua como líder nacional da juventude do FF Plus e é membro do conselho federal do partido, do comité federal e do comité executivo do Estado Livre.
Após o destacamento do seu marido para a Assembleia Nacional em dezembro de 2017, ela ocupou o seu cargo na Legislatura Provincial do Estado Livre.
Em maio de 2019, ela foi eleita para a Assembleia Nacional, e assumiu o cargo no dia 22 de maio de 2019. Ela e Heloïse Denner são as primeiras mulheres a representar o FF Plus no Parlamento.

## Vida pessoal
Ela casou-se com Wouter Wessels em 2015. Em 2018, eles foram vítimas de um assalto à sua casa.